# Кајра (Фрозиноне)
Кајра је насеље у Италији у округу Фрозиноне, региону Лацио.
Према процени из 2011. у насељу је живело 1586 становника. Насеље се налази на надморској висини од 160 м.